# Martin Schultz (von Ascheraden) (1617–1682)
Martin Schultz (von Ascheraden), född den 12 juni 1617, död den 16 mars 1682 i Narva, var en svensk friherre och militär. Han var far till Martin Schultz.
Schultz blev år 1652 major vid hovregementet och adlades tillsammans med sin bror samma år under namnet Schultz, 1765 ändrat till Schultz von Ascheraden. Han avancerade 1679 till generallöjtnant av infanteriet. Han var en av Karl XI:s rådigaste och erfarnaste officerare. År 1674 upphöjdes han i friherrligt stånd. Under skånska kriget hade han stor del i segern vid Lund och höll därefter Kristianstad inneslutet när konungen tågade mot Landskrona. Han förde slutligen befälet över svenska arméns center i slaget vid sistnämnda stad. Den 30 mars 1680 fick han avsked med generals grad. Han utnämndes den 28 april 1681 till guvernör över Ingermanland och Kexholms län. Till skillnad från sina företrädare fick han således inte titeln generalguvernör; i de samtida breven adresseras han som generalen och guvernören. Efter sin död fick han följande omdöme: Deth är wist at dhen Sahl. Mannen tänckte medh alltijt Eders Kongl. Maijtz tienst befrämia och fästningarne j godh Defension bringa, men så wahr han myckett strängh och hårdh emoth bönderne, så att een deehl ära derföre till Ryßlandh förrymbde.